# Rolf Klees
Rolf Klees es un deportista alemán que compitió para la RFA en natación. Ganó una medalla de bronce en el Campeonato Europeo de Natación de 1970 en la prueba de 100 m braza.

## Palmarés internacional
| Campeonato Europeo | Campeonato Europeo | Campeonato Europeo | Campeonato Europeo |
| Año                | Lugar              | Medalla            | Prueba             |
| ------------------ | ------------------ | ------------------ | ------------------ |
| 1970               | Barcelona (España) | Medalla de bronce  | 100 m braza        |